# Manuel Göttsching
Manuel Göttsching, né le 9 septembre 1952 à Berlin et mort le 4 décembre 2022, est un musicien allemand de musique électronique et expérimentale, cofondateur du groupe Ash Ra Tempel.

## Biographie
Manuel Göttsching étudie la guitare classique durant son enfance puis à l'adolescence il se met à la guitare électrique et joue dans quelques groupes éphémères en compagnie de son ami et bassiste Harmut Enke, interprétant essentiellement des reprises des succès des grands groupes de rock, de soul ou de blues des années 1960. Sa carrière est lancée en 1970 lorsque le duo Göttsching-Enke est rejoint par Klaus Schulze. Ensemble, ils fondent en effet le groupe Ash Ra Tempel qui rencontrera un certain succès dès l'année suivante avec la sortie de leur premier album. 
En 1974, Manuel Göttsching se retrouve seul dans le groupe après le départ de tous les autres membres. Il enregistre alors son premier album solo tout en conservant le nom d'Ash Ra Tempel. Cet album, entièrement joué à la guitare électrique dont le son est transformé par des pédales d'effet, s'intitule fort à propos Inventions for Electric Guitar et sort en 1975. Manuel Göttsching décide ensuite d'explorer l'univers de la musique électronique et se tourne alors vers les synthétiseurs, claviers électroniques et autre boîte à rythmes, sans pour autant délaisser la guitare. Il en résulte l'album New Age of Earth produit en 1976. À la même époque il choisit également de simplifier le nom Ash Ra Tempel en Ashra, puis à la fin des années 1970 d'autres musiciens viennent l'accompagner au sein d'Ashra, le temps de séances studio ou de concerts. 
En 1984, il sort pour la première fois un album sous son propre nom. Intitulé E2-E4, celui-ci contient un morceau de musique électronique répétitive long d'une heure et enregistré en décembre 1981. Manuel Göttsching alterne au fil des ans collaborations, concerts et enregistrements studio d'albums sous son propre nom ou celui du groupe Ashra. 
Il meurt le 4 décembre 2022,,.

## Discographie

### Enregistrements
- 2006 : E2-E4 25th Anniversary Edition
- 2005 : E2-E4 Live (Maxi CD)
- 2005 : Concert for Murnau
- 2005 : Die Mulde
- 2002 : The Making Of
- 2002 : Ashra Vol. 2
- 2000 : Gin Rosé at the Royal Festival Hall
- 2000 : Friendship
- 1998 : Ashra
- 1998 : Sauce Hollandaise
- 1996 : The Private Tapes Vol. 6 (enregistré en 1971-1979)
- 1996 : The Private Tapes Vol. 5 (enregistré en 1973-1989)
- 1996 : The Private Tapes Vol. 4 (enregistré en 1973-1979)
- 1996 : The Private Tapes Vol. 3 (enregistré en 1971-1975)
- 1996 : The Private Tapes Vol. 2 (enregistré en 1970-1979)
- 1996 : The Private Tapes Vol. 1 (enregistré en 1970-1979)
- 1996 : Der vierte Kuss
- 1993 : Le Berceau de cristal (enregistré en 1975)
- 1991 : Tropical Heat (enregistré en 1985/1986)
- 1991 : Dream & Desire (enregistré en 1977)
- 1989 : Walkin' The Desert
- 1986 : Aquamarine
- 1984 : E2-E4
- 1980 : Belle Alliance
- 1979 : Correlations
- 1977 : Blackouts
- 1976 : New Age Of Earth
- 1975 : Inventions for Electric Guitar
- 1973 : Starring Rosi
- 1973 : Join Inn
- 1973 : Seven Up
- 1972 : Schwingungen
- 1972 : Gedanken
- 1971 : Ash Ra Tempel

### Collaborations avec d'autres artistes
- 2006 : Joaquin Joe Claussell rencontre Manuel Göttsching
- 2001 : R U Shakadelic (avec Santos)
- 1997 : Tokyo Tower/Clone (12" maxi single, avec Terranova)
- 1997 : Jubilee Edition (avec Klaus Schulze, enregistré en 1981)
- 1995 : In Blue (avec Klaus Schulze)
- 1995 : Historic Edition (avec Klaus Schulze, enregistré en 1981)
- 1995 : Early Water (avec Michael Hoenig, enregistré en 1976)
- 1989 : The Breathtaking Blue (avec Alphaville)
- 1983 : Zwischenmischung (avec Klaus Krüger)
- 1981 : Tonwelle (avec Richard Wahnfried)
- 1974 : Gilles Zeitschiff (avec The Cosmic Jokers)
- 1974 : Sci Fi Party (avec The Cosmic Jokers)
- 1974 : Galactic Supermarket (avec The Cosmic Jokers)
- 1974 : Planeten Sit In (avec The Cosmic Jokers)
- 1974 : The Cosmic Jokers (avec The Cosmic Jokers)
- 1973 : Tarot (avec Walter Wegmüller)
- 1992 : Unzucht mit den Sternen (avec SF)
- 1989 : Sueño Latino (avec Sueño Latino)
- 1985 : Ordal (avec SF)
- 1981 : Die Dominas (10" vinyl maxi single, avec Die Dominas)
- 1980 : Geile Tiere/Chinatown (single, avec Geile Tiere)
- 1979 : Mickie D's Unicorn (avec Mickie D's Unicorn)

### Compilations
- 1998 : The Best of The Private Tapes (enregistré en 1972-1979)
- 1996 : Sunrain (enregistré en 1976-1980)

### Videos
- 2001 : Die Mulde
- 2001 : Live at the Open Air Festival Herzberg 1997

## À noter
- Un sample du morceau Die Dominas est utilisé par Carl Craig dans le remix du morceau Domina, intitulé Domina (C. Craig's Mind Mix), qu'il a réalisé pour Maurizio[4]. Ce morceau apparaît sur la face B du maxi Domina, la face A contenant le morceau original signé Maurizio[5].